# Roger Warie
Roger Warie (Gent, 22 december 1901 - Oudenaarde, 17 december 1991) was een Belgisch architect.

## Levensloop

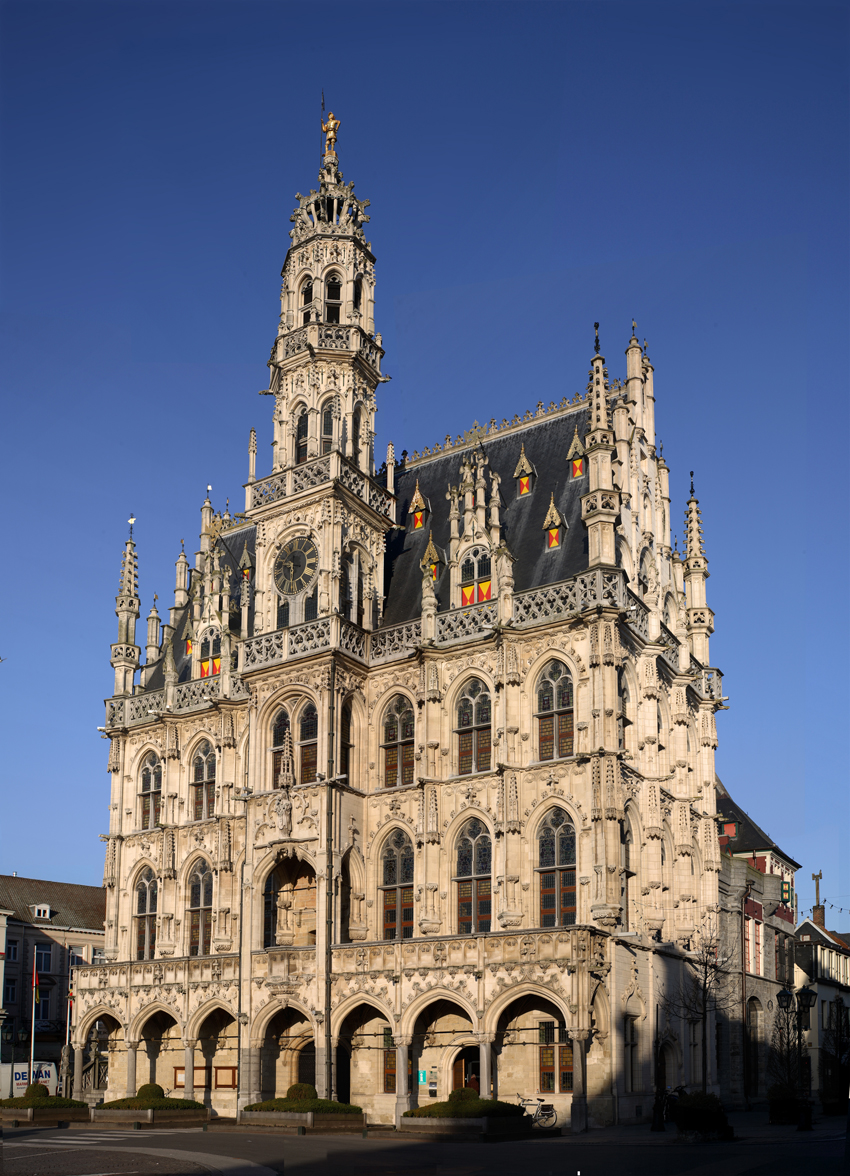
Stadhuis van Oudenaarde. Restauratie door Roger Warie.

Warie was een zoon van Emmanuel Warie (1835-1904) en van Marie-Pauline De Graeve (1840-1929).
In 1924 behaalde hij het diploma van architect aan het Sint-Lucasinstituut en was er toen reeds aangesteld als leraar in de zondagsschool. In 1926 werd hij benoemd tot docent aan hetzelfde instituut en oefende deze functie gedurende 42 jaar uit.
Van 1947 tot 1977 was hij raadgever bij de Gentse stedelijke commissie voor monumenten en stadsgezichten. In 1977 werd hij hiervoor gevierd. De voorzitter van de commissie herinnerde eraan dat Warie meer dan 4.000 dossiers had bestudeerd en dat hij al die tijd de bezieler en het geweten van de commissie was geweest.
Als architect was Warie vooral gespecialiseerd in het restaureren van gebouwen. In Oudenaarde was hij de ontwerper voor de restauratie van het historische stadhuis.
In Gent deed hij talrijke restauraties, met als laatste het gebouw De Wapens van Gent.
Zoals zijn grootvader Edouard Warie, was hij ook kunstschilder, voornamelijk aquarellist. Hij was de vader van de conceptuele kunstenaar Jean Warie, gekend onder de naam Jean Schwind (Gent, 25 december 1935 - Grasse, 1 augustus 1985).

## Publicaties
- (samen met K.L. Petit) Hoevenbouw, Gent, Vanmelle, 1943.
- (samen met broeder Firmin De Smidt) Verklarende nota bij de gedeeltelijke opmeting van het voormalig klooster der Geschoeide karmelieten te Gent, Gent, 1936.

## Restauraties

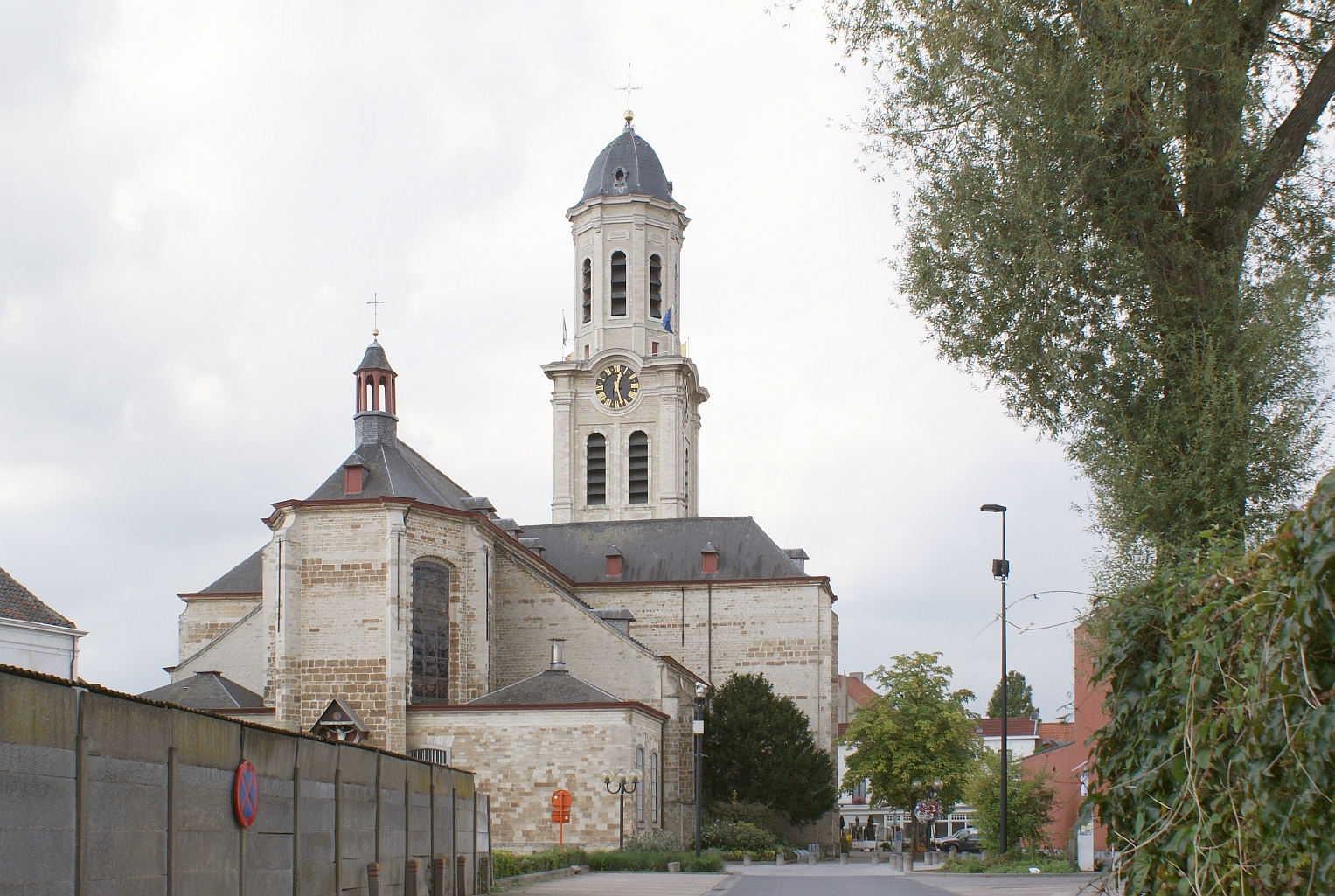
Sint-Laurentiuskerk (Lokeren). Restauratie door Roger Warie.

- Stadhuis en Lakenhalle in Oudenaarde
- Kerk Sint-Jans Onthoofding in Zomergem,
- Kasselrijhuis (Onze Lieve Vrouwcollege), Hoogstraat 30, Oudenaarde
- 18eE, stadswoning, Vrijheidsplein 13, Lokeren,
- Kapel Onze-Lieve-Vrouw van Vrede, Kruishoutem,
- Sint-Laurentiuskerk, Markt, Lokeren

## Nieuwbouw
- Wijkschool, Tennisbaanstraat, Gent
- Artdecohuis, Belfortstraat, Gent